# Rodrigo Rodrigues

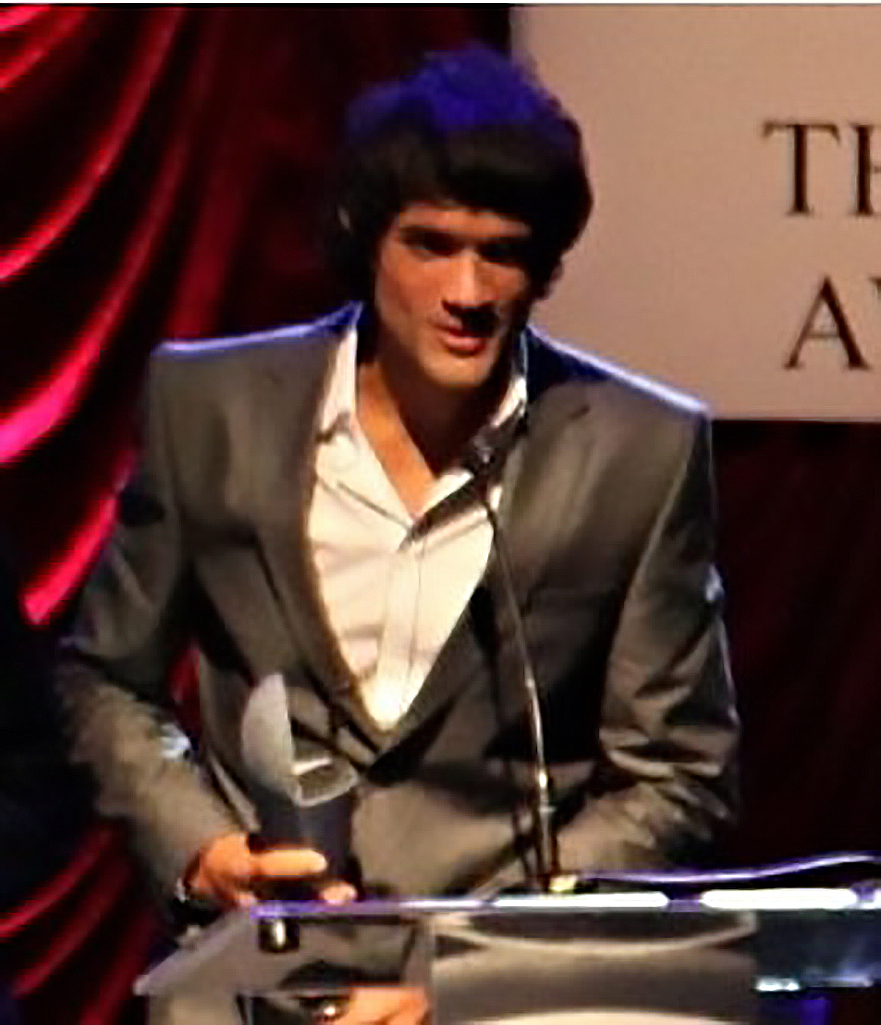
Rodrigo Rodrigues bei den Irish Theatre Awards

Rodrigo Rodrigues (* 13. Dezember 1976 in São Paulo, Brasilien) ist ein brasilianischer Schauspieler, Regisseur, Produzent, Set-Kostümbildner und Schriftsteller. Rodrigues entwickelte die Ko-Method, eine Technik, die Schauspielern die Darstellung verschiedener Charaktere durch ein besseres Verständnis der Mimik ermöglichen soll. Diese Technik unterrichtete er in seinen Workshops an der Gaiety School of Acting in Irland und sie diente ihm als Basis für sein Buch Facial Expressions for Actors diente. Er gründete die irische Theatergruppe The Dublin Core und gewann 2010 mit ihr bei den Irish Theatre Awards die Auszeichnung „Bester Kostümdesigner“ für die Kostüme seines Theaterstücks The Trojan Women, die er aus recycleten Materialien hergestellt hatte.

## Jugend und Erziehung
Rodrigues wurde als Sohn eines afro-französischen Vaters und seiner brasilianischen Mutter Terezinha Benatti in São Paulo, Brasilien, geboren. Seine Mutter brachte ihn im Alter von sieben Jahren zur Schauspielerei und im Alter von elf Jahren begann er regelmäßig in Theaterstücken an seiner Schule aufzutreten. Ab 1993 besuchte er zwei Jahre lang die Schauspielschule Escola de Arte Dramatica im brasilianischen Jundiaí.
Rodrigues besuchte von 1997 bis 1998 Schauspielkurse am Teatro Escola Claudio Melo. Im Jahre 1999 schloss er den von ihm 1997 eröffneten Espaco Cultural Porao, um seine Ausbildung im Bereich der Kunst fortsetzen zu können. Er immatrikulierte sich an der Theaterschule des Schauspielers Ewerton de Castro sowie am Instituto de Arte e Ciência (INDAC). Dort studierte er Butoh, eine von Tatsumi Hijikata und Kazuo Ohno entwickelte japanische Form des Ausdruckstanzes. Anschließend studierte Rodrigues an der Filmakademie in Irland und ging an die Tanzschule Kazuo Ohnos Hodogaya, einem Stadtteil Yokohamas, um seine Butoh-Kenntnisse zu vertiefen.

## Künstlerische Laufbahn

### Theater
Im Laufe seiner Karriere war Rodrigues an mehr als 50 Aufführungen als Produzent oder Schauspieler beteiligt. Unter diesen Aufführungen befindet sich auch das Stück The Bacchae, in dem der brasilianische Regisseur, Schriftsteller und Schauspieler José Celso Martinez Corrêa Regie führte. 
Rodrigues ging mit der Big Telly Theatre Company, einem Theaterhaus in Nordirland, auf Tour und spielte die Rolle des Sinbad an der Water Show, als auch im Musical, dirigiert von Zoe Seaton und Paul Boyd. In dieser Zeit spielte er auch im preisgekrönten Film The Looking Glass. Rodrigues spielte in der Aufführung The Indian Wants The Coombe, einer Adaption von Israel Horovitz’ The Indian Wants The Bronx, bei den Dublin Fringe Festspielen. Rodrigues spielte ebenfalls in A Queda Para O Alto, Oscar Wildes Salome und Molières The Miser und The Tempest, von William Shakespeare, mit und hat weitere Referenzen in Brendan Behans The Hostage und Albert Camus’ The Plague.

### Film und Fernsehen
Rodrigues spielte im Film Fair City und in der Miniserie Flight of the Earls mit. Er entwickelte das Konzept und dirigierte das Musikvideo von DJ Tocadisco und co-produzierte das Musikvideo Felix da Housecat.
2005 spielte Rodrigues neben Rachel Rath die Hauptrolle im Film Paranoia, der beim Cork Film Festival aufgeführt und beim Portobello Film Festival preisgekrönt wurde. 2007 spielte er die Hauptrolle im Film Waterfall, der beim Jameson Dublin International Film Festival gezeigt wurde.
2011 spielte er den Charakter Max in The Looking Glass, einem Film von Colin Downey. 2014 wurde er für den Film Londinium gecastet. 2015 spielte er Brian in 1603 und The Levellers mit Shane Hart, Jadey Duffield und Brian Croucher in den Hauptrollen. 2016 übernahm Rodrigues die Rolle als The Magnus in Roth an der Seite von Patrick Bergin.

## Lehren
Im Jahr 1997 eröffnete Rodrigues das Espaco Cultural Porao, ein kulturelles College aus Kunsträumen, das vier Etagen mit verfügbaren Zimmern beinhaltet, und zur Errichtung sowie zum Experimentieren verschiedener Kunstformen. Im Jahr 2002 unterrichtete Rodrigues eine seiner eigenen Techniken, Gesichtsausdrücke für Schauspieler, an der Gaiety School of Acting, an damalige Studenten wie Aidan Turner vom Film The Hobbit: An Unexpected Journey. Rodrigues gründete, organisierte und unterrichtete The Dublin Core, eine vom Irish Times Theater preisgekrönte Theatergruppe.

### Die Ko-Methode
Rodrigues entwickelte die Ko-Methode, eine Technik, die Schauspieler beim Verständnis für die Konstruktion von verschiedenen Charakteren dient. Die Ko-Methode basiert auf einer wissenschaftlichen Annäherung an der Studie für universelles Verständnis. Sie fokussiert sich auf die menschlichen Körpermechanismen und das Experimentieren mit Teilbewegungen des Körpers, um ein Verständnis und Bündnis mit der Totalität von Lebensmechanismen herzustellen und zu erforschen.

### Gesichtsausdrücke für Schauspieler
Die Absicht dieser Technik ist zu lernen, wie man seine eigene Realität in Relation zu Bewegung, Erklärung, Betonung und Sprache kontrolliert.
Rodrigues’ Buch Facial Expressions for Actors stellt eine Analyse aus verschiedenen Betrachtungsweisen und Perspektiven aus aller Welt, auf der Suche nach etwas Verstecktem, das einer Investigation und Begründung benötigt, zur Verfügung. Das Buch erklärt, dass durch die Weiterentwicklung der Gesichtsmuskeln Individuen ein Verständnis des Universums erlangen können und ein Stadium eines Equilibriums erlangen können, in einer eigenen Interpretation des Individuums.
Rodrigues stellte fest, dass das Verständnis für den Ausdruck eines Individuums ein geheimes Wissen benötigt, und jene Erkenntnis inspirierte ihn, nach bestimmten Punkten zu suchen, in Verbindung mit dem Verständnis der menschlichen Natur. Annähernd an Kunst von einer wissenschaftlichen Perspektive, begann er mit einer objektiven Idee, basierend auf dem Gedanken, dass wichtige Verständnisse, die exkludiert worden waren, in die unendliche Kunst der Repräsentation inkludiert werden sollten. Er fand heraus, dass sein Forschen in Verbindung mit der Wissenschaft stand, und studierte Anatomie, Dramaturgie und diverse Punkte des Lebens. Rodrigues experimentierte zuerst selbst mit seinen Techniken und erweiterte anschließend seine Studien.

## Paraty Studios
Im Jahr 2010 eröffnete Rodrigues mit der Hilfe von Fergal Fitzgerald die Paraty Studios, Kunsträume, die sich in der Mitte des atlantischen Regenwaldes in Brasilien befinden. Die Kunsträume wurden von den Eingeborenen Brasiliens bewohnt, die aktiv in den Prozess des Schauspiels und der Erstellung von Kostümen und Bühnenbildern für seinen Film Currupira eingebunden waren.
Rodrigues benutzte organische Materialien, um künstliche Charaktere für seinen Film anzufertigen. Sein Film Currupira wurde mit der brasilianischen Hauptdarstellerin Lisa Negri besetzt, vom Ministerium für Kultur in Brasilien gesponsert und anschließend in der Nationalen Bibliothek in Brasilien registriert. Rodrigues arbeitete drei Jahre lang an den Bühnenbildern, der Erstellung von Kostümen, dem Verfassen seiner Drehbücher und experimentierte und erstellte verschiedene Charaktere. Seine ökologische Vorgehensweise bei der Erstellung seiner Kostüme wurde anschließend mehrmals in den brasilianischen Medien, wie Veja und ISTOE, veröffentlicht.

## Auszeichnungen
1993 erhielt Rodrigues die Auszeichnung für den besten Hauptdarsteller bei den Monolog Festspielen an der Kunstschule für Dramaturgie in Jundiai, Brasilien, für seine Leistung in Fafa Volte Para Seu Chico.
1998 erhielt Rodrigues die Auszeichnung für die beste Theaterproduktion von dem kulturellen Map Awards der Regierung von São Paulo für seine Aufführung Mitos e Lendas für welche er das Drehbuch schrieb, dirigierte, produzierte und schauspielerte.
Die DENETRAN Brazilian National Awards überreichten Rose Cereser, im Jahre 2001, die Auszeichnung für das Beste Projekt für Amigos do transito, welche Rodrigues präsentierte, dirigierte und in welcher er ebenfalls eine Rolle besetzte. Im nächsten Jahr erhielten jene ebenfalls die Auszeichnung, für jene Aufführung, bei den Nationalen Volvo Awards für das Beste Erziehungsprogramm.
2010 erhielt Rodrigues Die Auszeichnung für den besten Kostümdesigner bei den Irish Theatre Awards im Smock Alley Theater für sein Theaterstück Die Trojanische Frau, welche Rodrigues und Alan King zusammen dirigierten.

## Filmografie (Auswahl)
- 2005: Paranoia
- 2007: Waterfall
- 2007: W.C.
- 2007: Flight of the Earls (Imeacht Na N’Iarlaí, Fernsehserie)
- 2011: The Looking Glass
- 2015: Londinium: The Beginning (Kurzfilm)
- 2016: 1603
- 2016: A Fistfull of Bullets

Musikvideos
- 2006: Harlot – Felix da Housecat
- 2007: DJ Tocadisco – Music Loud
- 2007: LadyVeda – Daddy
- 2013: Guto e Gabriel – Ingrata

## Auszeichnungen und Nominierungen (Auswahl)
- 1993
  - Jundiai Monologue Festival: Jundiai Awards: Bester Hauptdarsteller in Fafa Volte Para Seu Chico
- 1998
  - Cultural Map Festival: Cultural Map Awards: Beste Produktion in Mitos e Lendas
- 2001
  - DENETRAN National Festival: DENETRAN Awards: Beste Produktion in Amigos do transito
- 2010
  - Irish Times Theatre Award: Irish Theatre Awards: Bester Kostümbildner in The Trojan Women